# Chrzanów (Lublino)
Chrzanów è un comune rurale polacco del distretto di Janów Lubelski, nel voivodato di Lublino.
Ricopre una superficie di 70,03 km² e nel 2004 contava 3 165 abitanti.